# 王昱 (洪武進士)
王昱，陝西承宣布政使司西安府三原人，明朝政治人物、进士出身。

## 生平
洪武十八年，登进士，授兵科給事中，累遷吏科都給事中，官至至通政司左參議。